# Hovtamej
Hovtamej är en ort i Armenien.   Den ligger i provinsen Armavir, i den västra delen av landet, 22 kilometer väster om huvudstaden Jerevan. Hovtamej ligger 885 meter över havet och antalet invånare är 1 018.
Terrängen runt Hovtamej är platt åt sydost, men åt nordväst är den kuperad. Terrängen runt Hovtamej sluttar söderut. Runt Hovtamej är det ganska tätbefolkat, med 230 invånare per kvadratkilometer.. Närmaste större samhälle är Etjmiadzin, 3,6 kilometer sydost om Hovtamej.
Trakten runt Hovtamej består i huvudsak av gräsmarker.